# SuperDévoluy
SuperDévoluy est une station de sports d’hiver française située dans le massif du Dévoluy, sur la commune nouvelle de Dévoluy, dans le département des Hautes-Alpes de la région Provence-Alpes-Côte d’Azur. Créée en 1966, elle fait maintenant partie du domaine skiable du Dévoluy avec La Joue du Loup.

## Présentation

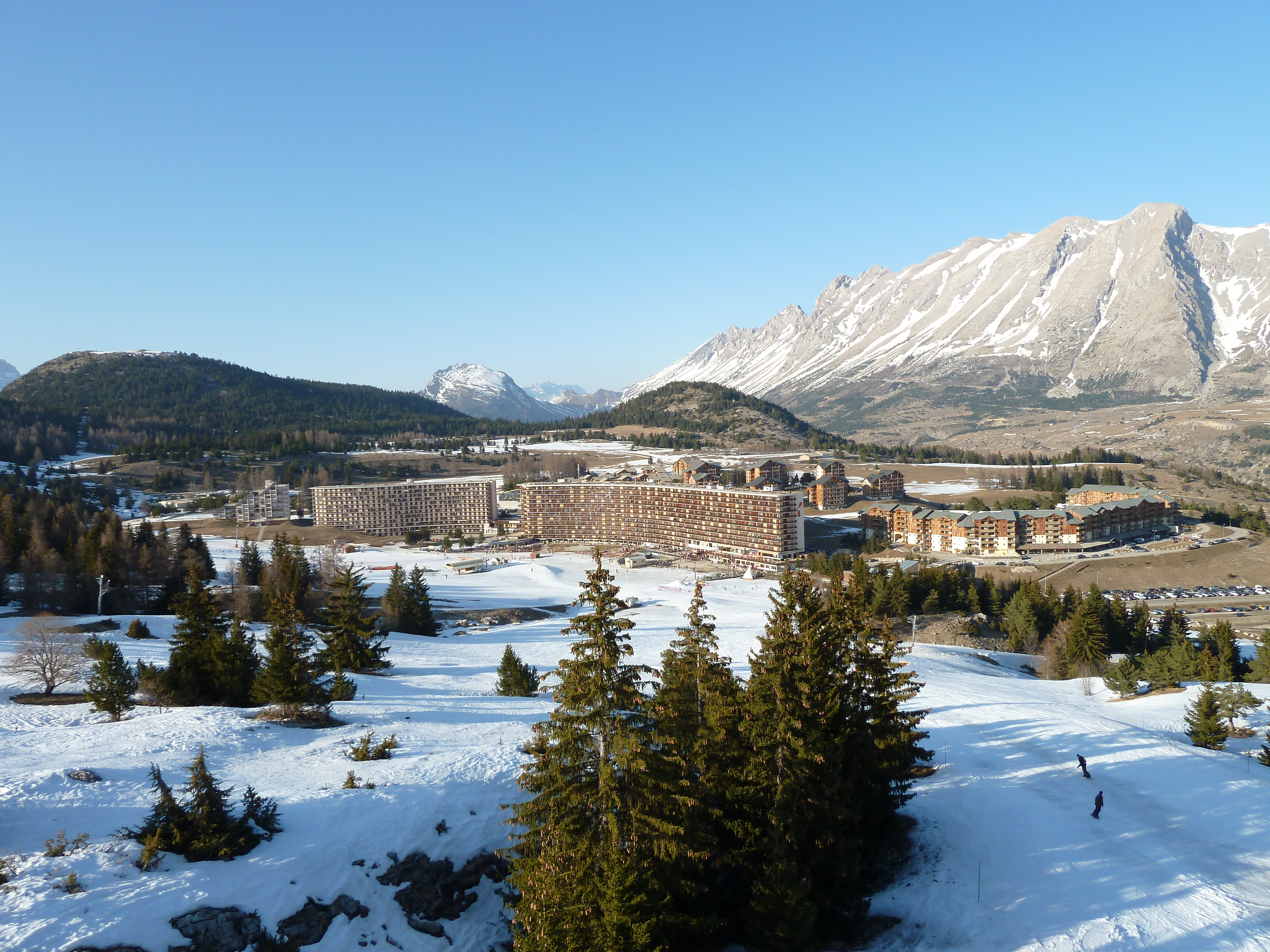
Vue générale de la station depuis le TSD du Pelourenq en mars 2012

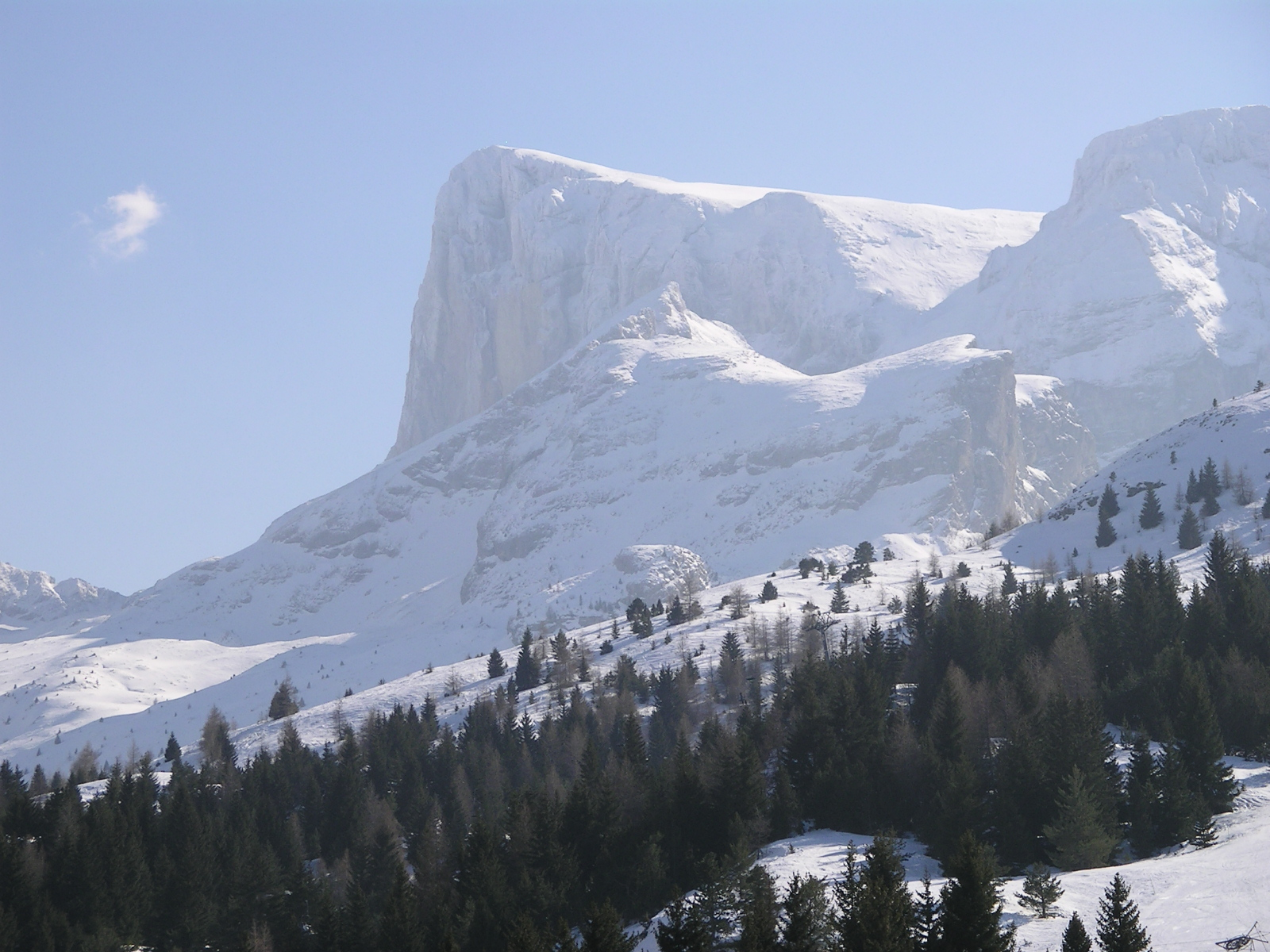
Le Pic de Bure

La station est sur le territoire de la commune de Dévoluy, plus particulièrement sur celui de l'ancienne commune de Saint-Étienne-en-Dévoluy, intégrée depuis 2013 dans la commune nouvelle du Dévoluy.
Créée en 1966 dans le cadre du plan neige de 1964, la station était initialement constituée d'un seul immeuble, initialement droit, puis par la suite étendu et légèrement incurvé, « le Bois d'Aurouze », surnommé le Paquebot des Neiges, œuvre de l'architecte Henry Bernard (1912-1994), premier grand prix de Rome assisté de Maurice Fornier, auteur de l'ensemble.
Cet immeuble, ainsi que l'approvisionnement en eau depuis la source des Cypières, a été bâti par la société Grands travaux de Marseille.
Typique d'une station intégrée directement au pied des pistes à ses débuts, l'immeuble originel a été par la suite poursuivi sur la lancée par deux autres immeubles, « les Issarts » et « Plein Sud ».
Le Bois d'Aurouze et les Issarts ont été classés en 2015 « Architecture contemporaine remarquable » par le Ministère de la Culture,.
Construits par la suite, de nouvelles constructions à l'est et derrière la barre d'immeubles sont plus orientées chalets et hôtels, mais gardent un accès facile aux pistes et aux commerces.

## Événements
La station a accueilli en 2013 l'arrivée de l'étape reine du Critérium du Dauphiné au départ de Le Pont-de-Claix. C'est l'Espagnol Samuel Sánchez qui s'y impose, devant Jakob Fuglsang et Richie Porte. Elle reçoit également l'arrivée de la dernière étape du critérium du Dauphiné 2016, remportée par Steve Cummings.
Le 17 juillet 2024, elle est le lieu d'arrivée de la 17e étape du Tour de France, remportée par l'équatorien Richard Carapaz.
En octobre 2024, elle accueille le 40e congrès de l'association nationale des élus de la montagne.